# Chinesische Tonleitern
In der traditionellen chinesischen Musik wird die Oktave in 12 Halbtöne unterteilt, die als  zwölf Lü (chinesisch 十二律, Pinyin shí'èrlǜ) bezeichnet werden. Diese entsprechen nur ungefähr der europäischen chromatischen Tonleiter.
Aus diesem Tonvorrat werden fünf unterschiedliche Modi gebildet, die wiederum jeweils auf einem der zwölf Lü aufgebaut werden können, wodurch sich insgesamt 60 Tonarten ergeben:
- Gōng (宮; annähernd: c d e g a)
- Shāng (商; annähernd: d e g a c')
- Jué (角; annähernd: e g a c' d')
- Zhǐ (徴; annähernd: g a c' d' e')
- Yǔ (羽; annähernd: a c' d' e' g')

Diese pentatonischen Tonleitern sind in der traditionellen chinesischen Musik vorherrschend, es kommen aber auch heptatonische Tonleitern vor (s. auch den Artikel Chinesische Musik#Tonsystem).